# Терористичен акт в Берлин през 2016 г.
На 19 декември 2016 г. в около 20 часа местно време камион се врязва в коледен базар на Брайтшайдплац в германската столица Берлин, убивайки най-малко 12 и ранявайки над 50 души. Според германската полиция става дума за терористичен акт. Ислямска държава поема отговорност за атентата.